# Ecuación de séptimo grado

Gráfico de un polinomio de grado 7, con 6 puntos críticos.

En matemáticas, una ecuación de séptimo grado es la ecuación de la forma
| Ecuación de séptimo grado {\displaystyle ax^{7}+bx^{6}+cx^{5}+dx^{4}+ex^{3}+fx^{2}+gx+h=0\;,\quad a\neq 0} |

Una función de séptimo grado o función séptica es una función de la forma
{\displaystyle y(x)=ax^{7}+bx^{6}+cx^{5}+dx^{4}+ex^{3}+fx^{2}+gx+h\,}
donde a ≠ 0.
Los coeficientes a, b, c, d, e, f, g, h pueden ser tanto números enteros, números racionales, números reales, números complejos o, más generalmente, los miembros de cualquier conjunto.
Debido a que tienen un grado impar, las funciones de séptimo grado parecen similares a las de tercer o quinto grado al ser graficadas, excepto que pueden poseer mínimos locales y máximos locales adicionales (hasta tres máximos y tres mínimos). La derivada de una función séptica es una función séxtica.

## Soluciones
Algunas ecuaciones de séptimo grado se pueden resolver por factorización en radicales, pero otras no se pueden resolver de esa forma. Evariste Galois desarrolló técnicas para determinar si una ecuación dada podría ser resuelta por los radicales, lo que dio lugar al campo de la teoría de Galois. Por mostrar un ejemplo de una ecuación séptica irreducible pero solucionable, se puede generalizar la fórmula de De Moivre para las ecuaciones de quinto grado y obtener,
{\displaystyle x^{7}+7ax^{5}+14a^{2}x^{3}+7a^{3}x+b=0\,},
donde la ecuación auxiliar es
{\displaystyle y^{2}+by-a^{7}=0\,}.
Esto significa que la ecuación séptica se obtiene mediante la eliminación de u y v entre
{\displaystyle x=u+v},  {\displaystyle uv+a=0} y {\displaystyle u^{7}+v^{7}+b=0}.
En consecuencia, las siete raíces de la ecuación son dadas por
{\displaystyle x_{k}=\omega _{k}{\sqrt[{7}]{y_{1}}}+\omega _{k}^{6}{\sqrt[{7}]{y_{2}}}}
donde ωk es cualquiera de las siete raíces de la unidad. El grupo de Galois de esta ecuación es el grupo resoluble máximo de orden 42. Esto es fácilmente generalizable a cualquier otro grado k, no necesariamente primo.
Otra familia solucionable es,
{\displaystyle x^{7}-2x^{6}+(a+1)x^{5}+(a-1)x^{4}-ax^{3}-(a+5)x^{2}-6x-4=0\,}
cuyos miembros aparecen en la "Base de datos campos numéricos" de Kluner. Su discriminante es,
{\displaystyle d=-4^{4}(4a^{3}+99a^{2}-34a+467)^{3}\,}
Nótese que d = −467 tiene número de clase h (d) = 7. El grupo de Galois de estas ecuaciones es el grupo diedral de orden 14.
La ecuación de séptimo grado general puede ser resuelto con grupos de Galois alternantes o simétricos A7 or S7. Tales ecuaciones requieren funciones hiperelípticas asociadas y las funciones theta de género 3 para su solución. Sin embargo, estas ecuaciones no fueron estudiadas específicamente por los matemáticos del siglo XIX que estudian las soluciones de las ecuaciones algebraicas, debido a que las soluciones de las ecuaciones de sexto grado ya estaban al límite de sus capacidades de computación sin computadoras.
Las ecuaciones de séptimo grado son las ecuaciones de orden más bajo para las que no es obvio que sus soluciones se pueden obtener mediante la superposición de funciones continuas de dos variables. El problema 13 de Hilbert era la conjetura de que esto no era posible en el caso general de ecuaciones de séptimo grado. Vladimir Arnold resolvió esto en 1957, lo que demostró que esto siempre es posible. Sin embargo, Arnold en sí consideraba que el genuino problema de Hilbert consistía en si las soluciones de estas ecuaciones se pueden obtener mediante la superposición algebraica de funciones de dos variables (el problema sigue estando abierto).

## Grupos de Galois

Plano de Fano.

- Las ecuaciones sépticas solubles por radicales tienen un grupo de Galois que es ya sea el grupo cíclico de orden 7, o el grupo diédrico de orden 14 o un grupo metacíclico de orden 21 o 42.
- El grupo de Galois L(3, 2) (de orden 168) está formado por las permutaciones de las 7 etiquetas de los vértices que conservan las 7 "líneas" en el plano de Fano. Las ecuaciones sépticas con este grupo de Galois L(3, 2 ) requieren funciones elípticas pero no funciones hiperelípticas para su solución.[1]
- De lo contrario, el grupo de Galois de una función séptica es ya sea el grupo alternante de orden 2520 o el grupo simétrico de orden 5040.

## Ecuación de séptimo grado para el área cuadrada de un pentágono o un hexágono cíclico
El cuadrado de la superficie de un pentágono cíclico es una raíz de una ecuación séptica cuyos coeficientes son funciones simétricas de los lados del pentágono. Lo mismo es verdad para el cuadrado de la superficie de un hexágono cíclico.